# 米仓凉子
米仓凉子（英文名：Yonekura Ryoko，1975年8月1日—），日本女演員、女模特兒，生於神奈川县横滨市。

## 經歷
横浜市立南希望が丘中学校、神奈川県立旭高等学校卒業。
米倉從4歲至21歲，都在練習古典芭蕾，並進入芭蕾舞團。高中時，因友人的報名，參加第6回全日本国民美少女比赛，最後獲得审查员特別奖。
1993年，以模特兒身分出道，在《CanCam》等雜誌中亮相。
1999年6月30日，發表「演員宣言」，正式進入戲劇界。
2001年，因參演電視劇《非婚家族》和真田廣之共演而受到影響，想成為專業演員。
2004年起，主演數部朝日電視台松本清張系列電視劇的女主角，如《黑色筆記本（日语：黒革の手帖）》、《野獸之道》、《壞人們》，以「惡女三部曲」路線廣為人知，並以《黑色筆記本》獲得橋田獎。
2006年，開始將觸角延伸至舞台劇，演出舞台劇版的《黑色筆記本》。
2008年，首次挑戰音樂劇：擔綱主演日本版美國百老匯歌舞劇《芝加哥》。
2011年，榮獲第37回菊田一夫演劇賞。
2012年，首度登上美國百老匯主演歌舞劇《芝加哥》：美國百老匯史上首位日本女演員主演非亞裔美國人的主角。
2017年、2019年，再度登上美國百老匯主演歌舞劇《芝加哥》；史上首位亞洲女演員3度登上美國百老匯主演歌舞劇《芝加哥》。
2020年3月24日，正式宣佈與經紀公司奧斯卡傳播的合約於3月31日屆滿，4月起將成立個人工作室持續演員事業。
2020年4月3日，正式成立「Desafio」個人事務所。

## 個人生活
- 2014年12月26日，米倉透過經紀公司發表婚訊，2016年12月30日發表離婚。前夫是圈外人士，比米倉小兩歲[10][11][12]。

## 戲劇演出

### 電視劇
| 年份            | 劇名                                                           | 電視台             | 角色         | 備註     |
| 2000年1月 - 3月 | 愛神惡作劇                                                     | TBS                | 西園寺エリカ |          |
| 2000年          | 天氣預報戀人                                                   | 富士電視台         | 須藤郁子     |          |
| 2000年          | 20歳的結婚                                                     | TBS                | 中願寺蘭子   |          |
| 2000年          | 新聞最前線                                                     | 日本電視台         | 市野由香     |          |
| 2001年          | 愛情革命                                                       | 富士電視台         | 遠藤真理子   |          |
| 2001年          | 非婚家族                                                       | 富士電視台         | 的場ひかる   |          |
| 2002年          | 愛與青春的宝塚                                                 | 富士電視台         | エリ         |          |
| 2002年          | 漂亮女孩                                                       | TBS                | 倉井歩美     |          |
| 2002年          | 整形美人                                                       | 富士電視台         | 早乙女保奈美 | 主演     |
| 2002年          | ソナギ〜雨上がりの殺意                                         | 富士電視台         | 大月千鶴     | 主演     |
| 2003年          | 武藏MUSASHI                                                    | NHK                | お通         |          |
| 2004年          | 我的太太是魔女                                                 | TBS                | 松井ありさ   | 主演     |
| 2004年          | 我的太太是魔女 リターンズ                                      | TBS                | 松井ありさ   | 主演     |
| 2004年          | 黑色筆記本                                                     | 朝日電視台         | 原口元子     | 主演     |
| 2005年          | 黑色筆記本 SP〜白い闇                                          | 朝日電視台         | 原口元子     | 主演     |
| 2005年          | 女系家族                                                       | TBS                | 濱田文乃     | 主演     |
| 2005年          | 春與夏                                                         | NHK                | 高倉ハル     | 主演     |
| 2005年          | 女人一代記「悪女の一生〜芝居と結婚した女優・杉村春子の生涯〜」 | フジテレビ         | 杉村春子     | 主演     |
| 2006年          | 野獸之道                                                       | 朝日電視台         | 成澤民子     | 主演     |
| 2006年          | 不忠的時刻                                                     | 富士電視台         | 淺井道子     | 主演     |
| 2007年          | 松本清張 壞人們                                                | 朝日電視台         | 寺島豊美     | 主演     |
| 2007年          | 30沒戀人                                                       | TBS                | 早坂萌       | 主演     |
| 2008年          | 交渉人〜THE NEGOTIATOR〜                                       | 朝日電視台         | 宇佐木玲子   | 主演     |
| 2008年          | 怪獸家長                                                       | 富士電視台         | 高村樹季     | 主演     |
| 2008年          | 冰之花                                                         | テレビ朝日         | 瀨野恭子     | 主演     |
| 2009年          | 交渉人 special〜THE NEGOTIATOR〜                               | 朝日電視台         | 宇佐木玲子   | 主演     |
| 2009年          | 交渉人〜THE NEGOTIATOR〜II                                     | 朝日電視台         | 宇佐木玲子   | 主演     |
| 2010年          | 情報之女-國稅局查察官                                          | 朝日電視台         | 松平松子     | 主演     |
| 2011年          | HUNTER～那些女子、賞金獵人～                                   | 關西電視台         | 井坂黎       | 主演     |
| 2012年          | 情報之女 special-國稅局查察官                                  | 朝日電視台         | 松平松子     | 主演     |
| 2012年          | 松本清張死後20年・特別劇 熱空氣                                | 朝日電視台         | 河野信子     | 主演     |
| 2012年          | Doctor-X～外科醫·大門未知子～1                                 | 朝日電視台         | 大門未知子   | 主演     |
| 2013年          | Doctor-X～外科醫·大門未知子～2                                 | 朝日電視台         | 大門未知子   | 主演     |
| 2013年          | Mistake!                                                       | 富士電視台         | 郁美         |          |
| 2013年          | 35歲的高中生                                                   | 日本電視台         | 馬場亞矢子   | 主演     |
| 2014年          | Doctor-X～外科醫·大門未知子～3                                 | 朝日電視台         | 大門未知子   | 主演     |
| 2014年          | 家政婦的見證                                                   | 朝日電視台         | 澤口信子     | 主演     |
| 2014年          | 松本清張 強蟻                                                  | 東京電視台         | 澤田伊佐子   | 主演     |
| 2014年          | 組織犯罪對策課八神瑛子系列                                     | 富士電視台         | 八神瑛子     | 主演     |
| 2015年          | 家政婦的見證～2                                                | 朝日電視台         | 澤口信子     | 主演     |
| 2016年          | Doctor-X～外科醫·大門未知子～SP                                | 朝日電視台         | 大門未知子   | 主演     |
| 2016年          | かげろう絵図                                                   | 富士電視台         | 縫           | 主演     |
| 2016年          | Doctor-X～外科醫·大門未知子～4                                 | 朝日電視台         | 大門未知子   | 主演     |
| 2016年          | Doctor-Y～外科醫·加地秀樹～1                                   | 朝日電視台         | 大門未知子   | 特別演出 |
| 2017年          | Doctor-Y～外科醫·加地秀樹～2                                   | 朝日電視台         | 大門未知子   | 特別演出 |
| 2017年          | Doctor-X～外科醫·大門未知子～5                                 | 朝日電視台         | 大門未知子   | 主演     |
| 2018年          | Doctor-Y～外科醫·加地秀樹～3                                   | 朝日電視台         | 大門未知子   | 特別演出 |
| 2018年          | LEGAL V～前律師．小鳥遊翔子～                                  | 朝日電視台         | 小鳥遊翔子   | 主演     |
| 2019年          | 疑惑                                                           | 朝日電視台         | 佐原卓子     | 主演     |
| 2019年          | Doctor-Y～外科醫·加地秀樹～4                                   | 朝日電視台         | 大門未知子   | 特別演出 |
| 2019年          | Doctor-X～外科醫·大門未知子～6                                 | 朝日電視台         | 大門未知子   | 主演     |
| 2020年          | Doctor-Y～外科醫·加地秀樹～5                                   | 朝日電視台         | 大門未知子   | 特別演出 |
| 2021年          | Doctor-X～外科醫·大門未知子～7                                 | 朝日電視台         | 大門未知子   | 主演     |
| 2022年          | 新聞記者                                                       | Netflix            | 松田杏奈     | 主演     |
| 2023年          | Angel Flight 空中送行者                                        | Amazon Prime Video | 伊澤納美     | 主演     |

### 電影
- 紙板屋女孩 (2001年上映) - 桜井杏 飾演
- 復仇的荒野 (2002年上映) - 山田沙紀 飾演
- 守靈夜狂想曲 (2006年上映) - 送葬者 飾演
- 櫻園 (2008年上映) - 若松志乃 飾演 （特別演出）
- 交涉人電影版：腦戰一萬呎高空 (2010年上映) - 宇佐木玲子 飾演
- 《派遣女醫X》劇場版 (2024年上映) - 大門未知子 飾演

### 配音作品
- Marvel 電影系列 - 角色黑寡婦[14]
  - 復仇者聯盟 (2012年上映)
  - 美國隊長2 (2014年上映)
  - 復仇者聯盟2：奧創紀元 (2015年上映)
  - 美國隊長3：英雄內戰 (2016年上映)
  - 雷神奇俠3：諸神黃昏(2017年上映)
  - 復仇者聯盟3：無限之戰(2018年上映)
  - Marvel隊長 (電影)(2019年上映)
  - 復仇者聯盟4：終局之戰(2019年上映)
  - 黑寡婦(2021年上映)

- 戴安娜 (電影) (2013年上映) - 角色戴安娜王妃
- 蠟筆小新(2019年) - 角色大門未知子[15]

### 舞臺劇
- 2006年10月、2009年5月 明治座 松本清張原作 『黑色皮革手冊』  飾演 原口元子＜主演＞
- 2011年6月3-12日 梅田藝術劇場，6月18日-7月10日 帝國劇場 『飄』  飾演 斯嘉麗
- 2015年9月1日 鶴瓶のスジナシ!BLITZシアター Vol.2[16]
- 2021年6月23-27日 米倉涼子×城田優『SHOWTIME』[17]

### 歌舞劇
- 2008年10月，日本TBS赤坂ACT劇院《芝加哥》飾演 Roxie Hart
- 2008年11月，日本大阪梅田藝術劇場《芝加哥》飾演 Roxie Hart
- 2008年11月，日本東京藝術劇場《芝加哥》飾演 Roxie Hart [18]
- 2010年6月，日本兵庫縣立藝術文化中心《芝加哥》飾演 Roxie Hart
- 2010年6月至7月，日本TBS赤坂ACT劇院《芝加哥》飾演 Roxie Hart
- 2012年7月，美國百老匯《芝加哥》飾演 Roxie Hart
- 2012年8月，日本TBS赤坂ACT劇院《芝加哥》飾演 Roxie Hart [19]
- 2017年7月，美國百老匯《芝加哥》飾演 Roxie Hart
- 2017年8月，日本東急球體劇場《芝加哥》飾演 Roxie Hart [20]
- 2019年7月，美國百老匯《芝加哥》飾演 Roxie Hart
- 2019年8月，日本大阪Orix劇場《芝加哥》飾演 Roxie Hart
- 2019年8月，日本東急球體劇場《芝加哥》飾演 Roxie Hart

## 演出&獎項
| 年份   | 大賞名稱             | 獎項         | 作品           |
| ------ | -------------------- | ------------ | -------------- |
| 2001年 | 第29回日剧学院赏     | 最佳服装造型 | 愛情革命       |
| 2002年 | 第33回日剧学院赏     | 最佳服装造型 | 整形美人       |
| 2004年 | 第40回日剧学院赏     | 最佳服装造型 | 我的太太是魔女 |
| 2004年 | 第43回日剧学院赏     | 最佳服装造型 | 黑色筆記本     |
| 2004年 | 第43回日剧学院赏     | 最佳女主角   | 黑色筆記本     |
| 2006年 | 第14回橋田獎         | 橋田獎       | 黑色筆記本     |
| 2011年 | 第37回菊田一夫演劇賞 | 演劇賞       | 飄             |
| 2012年 | 第75回日劇學院賞     | 最佳女主角   | 派遣女醫X      |
| 2013年 | 第79回日劇學院賞     | 最佳女主角   | 派遣女醫X 2    |
| 2013年 | 第21回橋田獎         | 橋田獎       | 派遣女醫X 2    |

## 出版物

### 寫真集
- tough（2000年、朝日出版社）

### 書籍
- 米倉涼子 ryoko yonekura（2002年）
- 米倉涼子2003BOOK（2002年、光文社）
- 米倉涼子 digi+KISHIN（2004年、朝日出版社）

### DVD
- 米倉涼子 digi+KISHIN（2003年、小学館）

## 外部連結
- 米倉涼子官方網站 （页面存档备份，存于）
- 米仓凉子的Instagram帳戶
- 日本電影數據庫（JMDb）上米倉涼子的資料（日語）
- 米仓凉子在互联网电影资料库（IMDb）上的資料（英文）